# Athlītikos Syllogos Arīs Thessalonikīs (pallavolo femminile)
L'Athlītikos Syllogos Arīs Thessalonikīs è una società di pallavolo femminile greca, con sede a Salonicco, facente parte della omonima società polisportiva e militante nel massimo campionato greco, la Volley League.

## Storia
L'Athlītikos Syllogos Arīs Thessalonikīs viene fondato nel 1926 all'interno dell'omonima società polisportiva. Per due anni partecipa al campionato di Salonicco, prima essere sciolto nel 1927.
Solo nel 1971 il club riprende le proprie attività, iscritto nell'allora Panellīnio Prōtathlīga, classificandosi assiduamente tra terzo e quarto posto, facendo inoltre il proprio esordio in una competizione europea, la Coppa CEV 1982-83; tuttavia al termine del campionato 1987-88, in seguito all'ultimo posto in classifica, retrocede in A2 Ethnikī.
Dopo tre annate in serie cadetta, nel 1991 è nuovamente promosso in A1 Ethnikī, dove resta per una sola stagione, che si conclude col dodicesimo e ultimo posto e una immediata retrocessione. Promosso nuovamente nella massima divisione greca nel 1993, vi milita ininterrottamente fino al 2010. Questa volta rimane in divisione cadetta per ben cinque annate, sfiorando ripetutamente il ritorno in massima serie, ottenuta nel 2015.

## Rosa 2021-2022
| N° | Nome                    | Ruolo | Data di nascita   | Nazionalità sportiva |
| -- | ----------------------- | ----- | ----------------- | -------------------- |
| 1  | Euaggelia Tanī          | P     | 22 luglio 2004    | Grecia               |
| 2  | Tania Kioutsioukī       | C     | 24 settembre 1996 | Grecia               |
| 4  | Anna Mylōna             | S     | 20 maggio 1998    | Grecia               |
| 5  | Fyllenia Gaϊtanidou     | S     | 4 maggio 1999     | Grecia               |
| 6  | Anastasia Lappa         | C     | 11 dicembre 1998  | Grecia               |
| 7  | Erika Mercado           | O     | 27 febbraio 1992  | Argentina            |
| 9  | Kōnstantina Drakoulidou | P     | 27 novembre 1996  | Grecia               |
| 12 | Voulī Kourtidou         | L     | 4 novembre 1999   | Grecia               |
| 14 | Katerina Kampourī       | L     | 14 settembre 2004 | Grecia               |
| 15 | Eirīnī Tsompanidou      | C     | 15 luglio 1993    | Grecia               |
| 16 | Courtney Schwan         | S     | 9 maggio 1996     | Stati Uniti          |
| 17 | Katelyn Evans           | S     | 10 febbraio 1998  | Stati Uniti          |
| 19 | Kōnstantina Mpalogiannī | S     | 26 ottobre 2003   | Grecia               |
| 20 | Despoina Lamprianidou   | C     | 10 febbraio 2004  | Grecia               |